# VDL Jonckheere
VDL Jonckheere er en belgisk fabrikant af busser med hovedsæde i den belgiske by Roeselare, som blev oprettet i 1881 af Henri Jonckheere.
Oprindeligt hed firmaet blot Jonckheere, men blev omdøbt til VDL Jonckheere i 1994, da de blev en del af Berkhof-gruppen.
Busserne bygges på chassiser fra bl.a. DAF, Volvo og Scania.

## Modeller

### Aktuelle
- Transit 2000
- Arrow 30, 50, 70
- Mistral 30, 50, 70
- SHV

### Historiske
- Bermuda
- Jubilee
- Deauville
- Monaco